# 논나 그리샤예바
논나 발렌티노브나 그리샤예바(러시아어: Но́нна Валенти́новна Гриша́ева, 1971년 7월 21일 ~ )는 러시아의 배우, 희극인, 텔레비전 진행자, 가수이다.